# سيدي محمد بن منصور
سيدي محمد بن منصور هي جماعة قروية مغربية تابعة لدائرة بنمنصور التابعة لإقليم القنيطرة الساحلي، شمالي الرباط. تضم الجماعة وفقا للإحصاء العام للسكان والسكنى لسنة 2014 ما مجموعه 19.236 مواطنا مغربيا بمجموع 3.149 أسرة بالإضافة لساكن أجنبي واحد.